# Uwe Reinders
Uwe Reinders (ur. 19 stycznia 1955 w Essen) – niemiecki piłkarz, napastnik. Srebrny medalista MŚ 1982.
Był piłkarzem m.in. drugoligowego Schwarz-Weiß Essen. W Bundeslidze grał w barwach Werderu Brema (1977–1985). W 206 spotkaniach strzelił 67 goli. Rok spędził w Girondins Bordeaux, a w sezonie 1986/1987 był piłkarzem Stade Rennes. W reprezentacji RFN debiutował 12 maja 1982 w meczu z Norwegią. Ostatni raz zagrał dwa miesiące później, łącznie wystąpił w 4 spotkaniach. Podczas MŚ 82 zagrał trzy razy i w meczu z Chile zdobył swą jedyną bramkę w kadrze. Pracuje jako trener.